# Molsheim

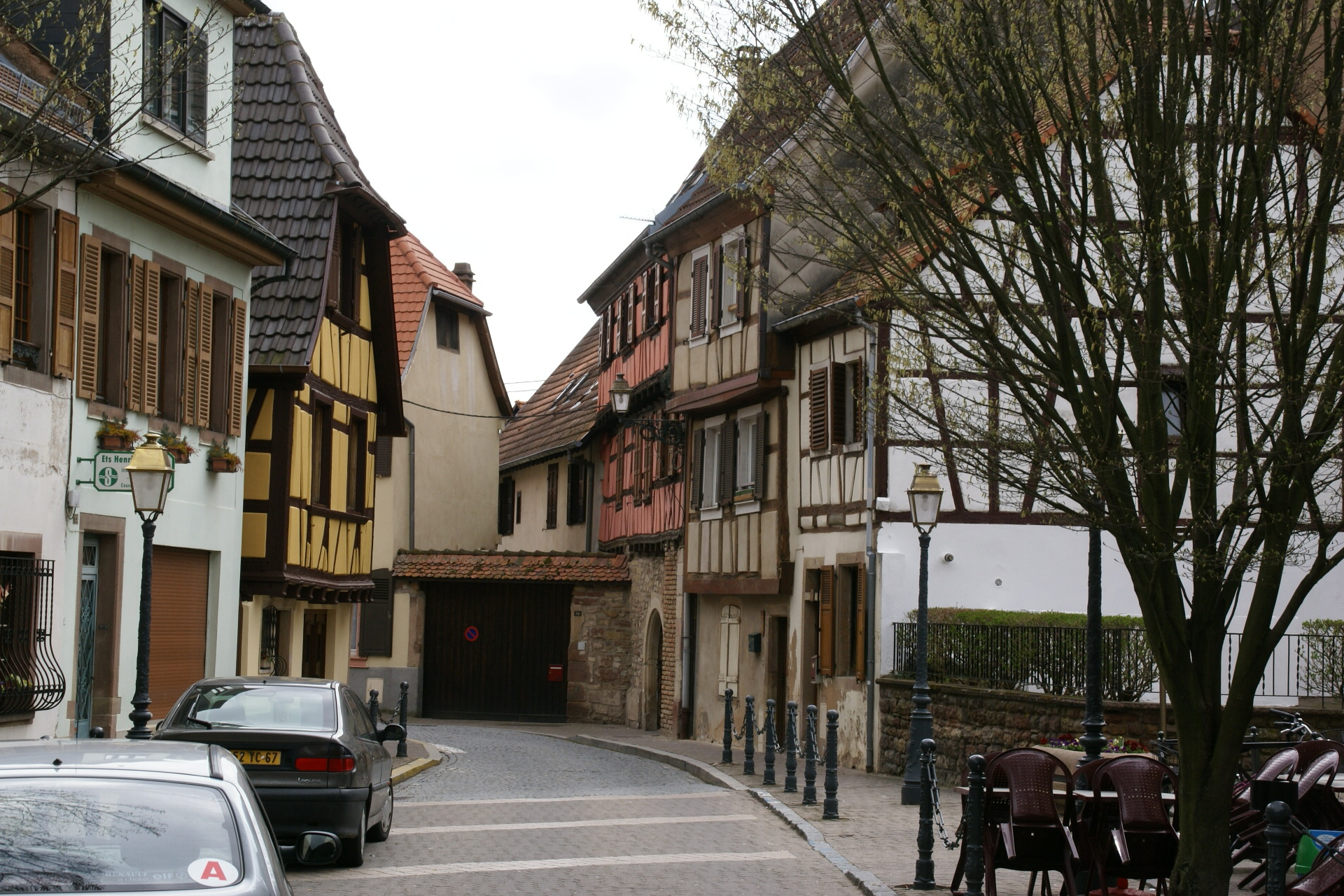
Gata i Molsheim.

Molsheim är en stad och kommun i departementet Bas-Rhin i regionen Grand Est (tidigare regionen Alsace) i Frankrike. År 2022 hade Molsheim 9 328 invånare.
Staden ligger 30 kilometer sydväst om Strasbourg och är känd som bilmärket Bugattis hemstad. Här startade Ettore Bugatti sin första tillverkning.

## Befolkningsutveckling
Antalet invånare i kommunen Molsheim
| Referens: INSEE |